# アイザワ証券グループ
アイザワ証券グループ株式会社（アイザワしょうけんグループ、英: AIZAWA SECURITIES GROUP CO., LTD.）は、アイザワ証券などを傘下に置く日本の金融持株会社。

## 概要
独立系の中堅証券会社で、関東を地場とする老舗の旧藍澤證券に関西の平岡証券が合併した。2024年7月1日現在で国内42店舗を展開する。
いちよし証券、岩井コスモ証券、極東証券、丸三証券、水戸証券、東洋証券と並ぶ、中堅証券会社に位置づけられる。
外国株の取扱に力を入れており、中国株（香港、深圳、上海）をはじめ、韓国、台湾、タイ、シンガポール、マレーシア、インドネシア、フィリピン、イスラエル、アメリカなど幅広く取り扱っているのが特徴。
日本橋一丁目東地区再開発事業に伴い、2021年8月に東京汐留ビルディングへ本社・本店を移転した。

## 沿革
- 1918年（大正7年） - 藍澤彌八が港屋商店として証券業務の取扱いを開始。
- 1926年（大正15年）9月 - 常盤証券株式会社を設立。
- 1933年（昭和8年）10月 - 株式会社藍澤商店として設立。
- 1940年（昭和15年）9月 - 日本証券投資株式会社を設立。
- 1944年（昭和19年）5月 - 株式会社石崎商店を合併。
- 1948年（昭和23年）10月 - 藍澤證券株式会社に改称。
- 1949年（昭和24年）6月 - 伊豆証券株式会社を設立。
- 1952年（昭和27年）1月 - 日本証券投資株式会社を合併。
- 1953年（昭和28年）11月 - 永徳屋証券株式会社を設立。
- 1958年（昭和33年）2月 - 伊豆証券株式会社（本社・静岡県）の営業権を譲受。
- 1959年（昭和34年）11月 - 常盤証券株式会社（本社・静岡県）の営業権を譲受。
- 1960年（昭和35年）10月 - 山甲証券株式会社を設立。
- 1965年（昭和40年）8月 - 永徳屋証券株式会社（本社静岡県）の営業権を譲受。
- 1967年（昭和42年）- 山甲証券が山梨証券株式会社に商号変更。
- 1968年（昭和43年）3月 - 山梨証券株式会社（本社・山梨県）の営業権を譲受。
- 1968年（昭和43年）4月 - 証券業免許取得。
- 1991年（平成3年）9月 - 本社ビル完成。東京都中央区日本橋一丁目20番3号に本店を移転。
- 1999年（平成11年） - インターネット取引を開始。
- 2002年（平成14年）10月 - 平岡証券株式会社（本社・大阪府大阪市）と合併。
- 2005年（平成17年） - 中華人民共和国・上海に現地法人を設立。
- 2006年（平成18年）2月 - ジャスダック上場。
- 2007年（平成19年） - 一任勘定取引であるSMA（ラップ口座）の取り扱いを開始。
- 2013年（平成25年）5月 - 八幡証券株式会社（本社・広島市）を完全子会社化。
- 2015年（平成27年）3月 - 東京証券取引所市場第1部に市場変更。
- 2016年（平成28年）2月 - 八幡証券株式会社を吸収合併[5]。
- 2017年（平成29年）3月 - 日本アジアグループ株式会社より日本アジア証券株式会社の全株式を取得し、完全子会社化[6]。
- 2018年（平成30年）7月 - 日本アジア証券株式会社を合併[7]。
- 2021年（令和3年）10月1日 - 会社分割による持株会社体制に移行し、アイザワ証券グループ株式会社に商号変更。アイザワ証券株式会社に金融商品取引業を承継[8]。

## 不祥事
- 2011年（平成23年）6月に、杉戸支店長（埼玉県杉戸町）が、前任の生駒支店（奈良県生駒市）での株の無断売却を隠蔽する目的で、奈良県生駒市の顧客の自宅に不法侵入し、両手で顧客の首を締め殺害しようとしたとして、奈良県警生駒署に逮捕された[9][10]。その後、2012年6月1日に奈良地裁で殺人未遂と業務上横領などの罪により求刑8年に対し、5年6月の実刑判決が下されている[11]。

## 過去スポンサー番組
- バックス・バニーのぶっちぎりステージ(テレビ東京系)

これが縁でテレビCMにバックス・バニー（CV:富山敬）が起用されていた。
- クイズタイムショック（テレビ朝日系、生島時代）※名古屋、静岡地区のみ安藤証券がスポンサー。
- 1980年代末期には、「久保田利伸ランド・オブ・グルーヴ」など、TOKYO FM系列の全国ネットのラジオ番組のスポンサーでもあった他、TOKYO FMの22時～23時台にCMを流していた。当時の同社のCMは、自社の取扱商品のPRよりも、社員個人に対する営業ノルマがないなど就職活動中の学生に対し自社の労働環境をPRする内容が主体である点に特色があった[要出典]。